# Shionogi Seiyaku
Koordinaten: 34° 41′ 19,6″ N, 135° 30′ 11″ O
Die Shionogi & Co. Limited (jap. 塩野義製薬, Shionogi Seiyaku Kabushiki-gaisha) ist ein japanisches Pharmaunternehmen. Seine Wurzeln reichen bis ins Jahr 1878 zurück. Shionogi ist insbesondere als Hersteller von Antibiotika bekannt geworden; 1958 wurde hier das Sulfamethoxazol entdeckt.

## Produkte (Auswahl)
- Rosuvastatin
- Loratadin
- Nitrazepam
- Adapalen
- Moxifloxacin
- Duloxetin
- Naproxen-Natrium
- Metominostrobin (ein Strobilurin)